# Лагард, Ромен
Ромен Лагард (фр. Romain Lagarde; род. 5 марта 1997 года) — французский гандболист, выступает за французский клуб «Нант» и сборную Франции.

## Карьера
Клубная
С сезона 2014/15 по 2019 год Лагард выступал за основной состав клуба «Нант».
Сборная
Ромен Лагард — участник чемпионата Европы 2016 (до 20 лет), где сборная Франция заняла 3-е место. Лагард на чемпионате Европы сыграл 7 матчей и забросил 15 мячей.

## Статистика
| Сезон        | Клуб    | Лига           | Матчи | Голы | 7-метр | Голы |
| ------------ | ------- | -------------- | ----- | ---- | ------ | ---- |
| 2014-15      | ГК Нант | LNH division 1 | 12    | 6    | 0      | 6    |
| 2015-16      | ГК Нант | LNH division 1 | 9     | 12   | 0      | 12   |
| 2016-17      | ГК Нант | LNH division 1 | 14    | 15   | 0      | 15   |
| 2017-18      | ГК Нант | LNH division 1 | 24    | 54   | 0      | 54   |
| 2018-19      | ГК Нант | LNH division 1 | 21    | 47   | 0      | 47   |
| 2014–по н.в. | Итого   | LNH division 1 | 80    | 134  | 0      | 134  |